# Epfig
Epfig település Franciaországban, Bas-Rhin megyében. Lakosainak száma 2239 fő (2022. január 1.). Epfig Blienschwiller, Dambach-la-Ville, Ebersheim, Eichhoffen, Itterswiller, Kogenheim, Nothalten, Saint-Pierre, Sermersheim és Stotzheim községekkel határos.

## Népesség
A település népességének változása:
| Lakosok száma | 2248 | 2280 | 2368 | 2267 | 2257 | 2247 | 2255 | 2246 | 2239 |
|               | 2013 | 2015 | 2016 | 2017 | 2018 | 2019 | 2020 | 2021 | 2022 |